# Masdevallia kyphonantha
Masdevallia kyphonantha är en orkidéart som beskrevs av Herman Royden Sweet. Masdevallia kyphonantha ingår i släktet Masdevallia och familjen orkidéer. Inga underarter finns listade i Catalogue of Life.